# Trachypithecus vetulus
Il presbite dalla faccia viola o langur dalla faccia viola (Trachypithecus vetulus (Erxleben, 1777) è una scimmia del Vecchio Mondo della famiglia Cercopithecidae, endemica dello Sri Lanka.

## Descrizione
Questa specie ha una coda lunga e una pelliccia di colore soprattutto bruno, con una maschera facciale scura e la parte inferiore della faccia più pallida.

## Distribuzione e habitat
Un tempo era una specie molto comune e si incontrava perfino nelle periferie di Colombo e nei villaggi che sorgono in zone umide, ma la rapida urbanizzazione ha causato una drastica diminuzione del loro numero.
Il suo areale si è ridotto enormemente di fronte all'avanzare degli insediamenti umani, ma si può ancora incontrare nella Riserva forestale di Sinharaja, sui monti del Parco nazionale delle Horton Plains o nelle città di Kitulgala e Galle, immersa nella foresta pluviale.

## Biologia
È una specie arboricola e diurna.
Il latrato che emette, soprattutto quello delle forme dell'altopiano, può essere scambiato per il ruggito di un predatore, come il leopardo.

## Sottospecie
Ne esistono quattro sottospecie:
- Trachypithecus vetulus vetulus presbite dalla faccia viola delle zone umide delle pianure meridionali
- Trachypithecus vetulus nestor presbite dalla faccia viola delle zone umide delle pianure settentrionali
- Trachypithecus vetulus philbricki presbite dalla faccia viola delle zone secche
- Trachypithecus vetulus monticola presbite dalla faccia viola montano o scimmia orsina